# Lova Nantenaina
Lova Nantenaina est un réalisateur et producteur malgache, né le 7 mars 1977 à Antsirabe (Madagascar). 
Il est connu pour ses trois longs-métrages documentaires, Ady Gasy (2014), Aza Kivy - Etoile du Matin (2020) et Sitabaomba, chez les zébus francophones (2023).

## Biographie
Son nom, Lova Nantenaina, signifie « héritage espéré ». 
Il est né dans une famille modeste à Madagascar en 1977 et a grandi à Antananarivo à l’époque des rationnements du régime socialiste. Il a fait des études de sciences sociales à Antananarivo puis de Gestion du développement et de l’humanitaire en France en 1999. 
En 2001, il est responsable associatif d’un projet de développement à Madagascar, et prend alors conscience que les conseils extérieurs sont souvent malvenus car ils ne reposent que sur une perspective de développement économique alors que les ancêtres ont appris « qu’il vaut mieux perdre de l’argent que le Fihavanana », concept qui peut être traduit par « harmonie des relations avec ses proches » ou « fraternité ».
De retour à Madagascar de 2003 à 2005, il devient journaliste de presse écrite. Il continue ses études en Maîtrise Information et Communication à La Réunion en 2005 avant d’intégrer l’École de cinéma de Toulouse, l’ESAV. Les courts-métrages qu’il a auto-produits et réalisés s’ancrent dans le vécu des Malgaches. Il a créé sa société de production, Endemika Films, en 2008. Depuis 2020, c’est Papang films, la société réunionnaise d'Eva Lova-Bély, qui coproduit et distribue ses films.
Il travaille sur le long-métrage documentaire de Guy Chapouillié, Une raison de vivre en tant qu’assistant réalisateur et deuxième cadreur et est embauché comme chef monteur pour deux documentaires malgaches de 26 min :  Les Enfants de la périphérie de Gilde Razafitsihadinoina et Todisoa et les pierres noires  de Michaël Andrianaly.
Lova raconte les histoires de ceux qui résistent à un système, ceux que l'on a tendance à dénigrer et qu'il considère comme de véritables héros. Il s'attache à alterner humour et gravité, comme le veut la pensée malgache : pour exprimer l'absurde ou même le désespoir, les Malgaches disent "mampihomehy", "ça fait rire". Rire de l'injustice plutôt que pleurer, résister plutôt que s'apitoyer.

## Filmographie

### Réalisateur

#### Courts-métrages
- 2007 : L'envers du décor - Lettre à mon frère, documentaire, 17 min
- 2007 : 2€ à Madagascar, documentaire, 6 min
- 2008 : Petits Hommes, documentaire, 35 min
- 2009 : Le Rouge du Paradis, fiction, 18 min 30 s
- 2011 : Conter les feuilles, fiction, 4 min 30 s
- 2017 : Lakana, documentaire pour enfants, 13 min 30 s
- 2019 : Zanaka, ainsi parlait Félix, documentaire, 29 min[11]

#### Moyens et longs-métrages
- 2013 : Avec Presque Rien..., documentaire, 52 min
- 2014 : Ady Gasy, The Malagasy Way, documentaire, 84 min
- 2020: Aza kivy, Étoile du matin, documentaire, 77 min
- 2021: Île était une fois, documentaire, 57 min
- 2023: Sitabaomba, Chez les zébus francophones, documentaire, 104 min